# 뱅! 주사위게임
뱅! 주사위 게임은 원래 Emiliano Sciarra의 카드게임인 뱅!(카드 게임)의 변형판으로 뱅!(카드 게임)의 흥행과 인기에 힘입어 다른 확장판들과 함께 나온 보드게임이다. dv GIOCHI에서 발매한 보드게임이다. 기존 뱅!과는 다르게 3~8인까지 플레이가 가능하며 카드가 아닌 주사위로 플레이 한다는 것이 기존 뱅!과 다른 주사위 뱅!의 가장 큰 특징이다.    

## 개요
뱅!(카드 게임)의 인기에 힘입어 여러 확장판과 함께 탄생한 뱅!(주사위 게임)은 기존의 뱅! 시리즈와는 다르게 주사위를 이용한 플레이로 빠르고 간결한 게임 진행이 가능하며 주사위로 진행하므로 자신이 계산해서 카드를 내는 카드게임과는 다르게 어느정도 운이 따라주어야 하고 뱅!(카드 게임)과는 다르게 누가 무법자인지 알고도 마음대로 공격할 수 없는 이상한 경우가 발생하기도 한다.
최대 정원을 채웠을 때 가장 재미있고 균형이 잡혀있으며 카드 뱅!과 똑같은 숫자인 8명까지 충분히 재미있고 균형있는 게임이 가능하다. 하지만 그 밑으로는 사용설명서 상에서는 가능하다고 되어 있지만 6명 이하일때는 균형이 잘 맞지 않으며 게임이 싱겁게 끝나는 경우가 많다.
아발론이나 마피아 게임처럼 상대방의 직업을 맞추어 아군을 찾고 게임의 승리목표를 향해 나아가는 게임이지만 그저 추리만이 아닌 공격과 방어 등의 여러 가지 요소를 통해 게임의 긴장감과 재미를 추가했다.

## 같이 보기
공식 홈페이지
보드게임긱 - 게임 소개
뱅! (카드 게임)